# Нові Лапсари
Нові Лапса́ри (рос. Новые Лапсары, чув. Ҫӗнӗ Лапсар) — сільський населений пункт зі статусом селище міського типу у складі Чебоксарського міського округу Чувашії, Росія.
Населення — 6955 осіб (2010; 7655 у 2002).
До 2005 року мав статус міського поселення. Після зміни тип населеного пункту (селище міського типу) зберігся, однак за статусом — це сільський населений пункт.